# Mississippi în flăcări
Mississippi în flăcări (în engleză Mississippi Burning) este un film thriller⁠(d) american din 1988, regizat de Alan Parker, care se bazează pe investigarea de către FBI a dispariției, iar mai târziu a uciderii activiștilor pentru drepturile civile Chaney, Goodman și Schwerner⁠(d) în Mississippi în anul 1964. Filmul îi are în rolurile principale pe  Gene Hackman și Willem Dafoe, doi agenți FBI care investighează dispariția celor trei în comitatul fictiv Jessup, Mississippi, fiind întâmpinați cu ostilitate de locuitorii orașului, poliția locală și membrii Ku Klux Klan.
Chris Gerolmo⁠(d) a început să redacteze scenariul în 1985, după ce a cercetat asasinarea lui James Chaney⁠(d), Andrew Goodman⁠(d) și Michael Schwerner⁠(d). El și producătorul Frederick Zollo⁠(d) l-au prezentat studioului Orion Pictures⁠(d), iar aceștia l-au angajat pe Parker să regizeze filmul. Ca urmare a disputelor dintre scriitor și regizor cu privire la scenariu, Orion i-a permis lui Parker să realizeze modificări necreditate. Filmul a fost turnat în mai multe zone din Mississippi și Alabama,  filmările fiind realizate din martie până în mai 1988.
La lansare, Mississippi în flăcări a fost criticat de activiștii implicați în mișcarea pentru drepturile civile⁠(d) și de familiile lui Chaney, Goodman și Schwerner din cauza prezentării unei versiuni fictive a celor întâmplate. Reacția criticilor a fost mixtă, deși interpretările lui Hackman, Dafoe și Frances McDormand au fost lăudate. Filmul a încasat 34,6 milioane de dolari în America de Nord în comparație cu bugetul de 15 milioane de dolari. A primit șapte nominalizări la premiile Oscar, inclusiv pentru cel mai bun film, și a câștigat pentru cea mai bună imagine.

## Intriga
În 1964, trei activiști pentru drepturile civile – doi evrei și unul de culoare – sunt dați dispăruți în timp ce organizau un registru electoral pentru afro-americani în comitatul Jessup, Mississippi. Biroul Federal de Investigații îi trimite pe Alan Ward și Rupert Anderson să investigheze cazul. Ward este agent de rang înalt din nordul Statelor Unite, însă mult mai tânăr decât Anderson, și abordează investigația cum scrie la carte. Spre deosebire de acesta, Anderson, fost șerif din Mississippi, abordează cazul mai nuanțat. Cei doi nu reușesc să intervieveze localnicii, șeriful Ray Stuckey și adjuncții săi având o influență puternică asupra lor, în special datorită relației pe care poliția o are cu organizația Ku Klux Klan. Soția adjunctului Clinton Pell îi dezvăluie lui Anderson într-o conversație discretă că cei trei activiști dispăruți au fost uciși și trupurile lor au fost îngropate într-un baraj de pământ. Aceasta este bătută cu brutalitate de Pell ca răzbunare.
Cei doi se încaieră din cauza abordările diferite. Ward câștiga lupta, dar recunoaște că metodele sale sunt ineficace și îi permite acestuia să continue cercetarea în stilul său. Anderson elaborează un plan prin care să aducă în fața legii membri ai KKK pentru încălcarea drepturilor civile și nu pentru crimă, conștient că drepturile civile reprezintă o problemă federală cu șanse mai mari de condamnare decât o crimă anchetată la nivel de stat. Prin urmare, FBI-ul plănuiește răpirea primarului Tilman, acesta fiind transportat la o cabană îndepărtată, unde este lăsat în prezența unui bărbat de culoare care îl amenință cu castrarea dacă nu dezvăluie informații despre faptele comise. Tilman oferă o descriere completă a crimelor, inclusiv numele celor implicați. Răpitorul se dovedește a fi un agent FBI însărcinat cu intimidarea lui Tilman și, deși informațiile obținute nu pot fi utilizate în instanța din cauza faptului că au fost obținute prin constrângere⁠(d), se dovedesc a fi valoroase pentru anchetatori.
Anderson și Ward se decid să organizeze o întâlnire pentru a-i atrage pe colaboratorii KKK identificați. Când aceștia realizează că este o capcană, părăsesc zona fără să discute despre crimele comise. Agenții FBI decid să-l urmărească pe Lester Cowens, un membru al Ku Klux Klan anxios din fire, care ar putea fi convins să mărturisească. Investigatorii îl capturează și îl interoghează. După ce observă o cruce în flăcări⁠(d) pe proprietatea sa, acesta încearcă să fugă cu camionul său, dar este prins de mai mulți membri KKK și pregătit pentru spânzurare. Agenții sosesc și îl salvează, întreaga întâmplare fiind de fapt o operațiune steag fals pusă la cale de FBI.
Cowens, convins că partenerii săi din Ku Klux Klan l-au amenințat cu moartea din cauza informaților oferite Biroului Federal de Investigații, decide să mărturisească. Membrii organizației sunt acuzați de încălcarea drepturilor civile și judecați pentru crime federale. Majoritatea sunt condamnați la închisoare în timp ce Stuckey este declarat nevinovat. Mai târziu, Tilman este descoperit mort de către FBI ca urmare a unei aparente sinucideri. Doamna Pell se întoarce la casa sa, complet jefuită de vandali, hotărâtă să rămână și să-și refacă viața fără soțul ei. Înainte să părăsească orașul, Anderson și Ward vizitează o congregație, adunată în cimitirul afro-american, unde pe piatra funerară profanată a activistului de culoare scrie „Nu vei fi uitat”.

## Distribuție
- Gene Hackman - agentul FBI Rupert Anderson (bazat pe John Proctor⁠(d))
- Willem Dafoe - agentul FBI Alan Ward (bazat pe Joseph Sullivan⁠(d))
- Frances McDormand - doamna Pell (bazată pe Conner Price⁠(d))
- Brad Dourif⁠(d) - adjunctul Clinton Pell (bazat pe Cecil Price⁠(d))
- R. Lee Ermey - primarul Tilman
- Gailard Sartain - Ray Stuckey, șeriful comitatului Jessup (bazat pe Lawrence A. Rainey⁠(d))
- Stephen Tobolowsky - Clayton Townley (bazat pe Samuel Bowers)
- Michael Rooker - Frank Bailey (bazat pe Alton Wayne Roberts⁠(d))
- Pruitt Taylor Vince⁠(d) - Lester Cowens (bazat pe Jimmy Snowden⁠(d))
- Badja Djola⁠(d) - agentul FBI Monk (bazat pe Gregory Scarpa⁠(d))
- Kevin Dunn⁠(d) - agentul FBI Bird
- Tobin Bell - agentul FBI Stokes
- Frankie Faison⁠(d) - elogistul
- Geoffrey Nauffts - Goatee (bazat pe Michael Schwerner⁠(d))
- Rick Zieff as Passenger (bazat pe Andrew Goodman⁠(d))
- Christopher White - pasagerul de culoare (bazat pe James Chaney⁠(d))
- Park Overall⁠(d) - Connie
- Darius McCrary⁠(d) - Aaron Williams
- Robert F. Colesberry⁠(d) - cameraman
- Frederick Zollo⁠(d) - reporter
- Bob Glaudini⁠(d) - agentul FBI Nash